# Moreh
Moreh è una città dell'India di 14.960 abitanti, situata nel distretto di Chandel, nello stato federato del Manipur. In base al numero di abitanti la città rientra nella classe IV (da 10.000 a 19.999 persone).

## Geografia fisica
La città è situata a 24° 21' 06 N e 94° 20' 32 E.

## Società

### Evoluzione demografica
Al censimento del 2001 la popolazione di Moreh assommava a 14.960 persone, delle quali 7.617 maschi e 7.343 femmine. I bambini di età inferiore o uguale ai sei anni assommavano a 2.333, dei quali 1.215 maschi e 1.118 femmine. Infine, coloro che erano in grado di saper almeno leggere e scrivere erano 7.645, dei quali 4.193 maschi e 3.452 femmine.